# Luis Irigoyen
Luis Herman Yrigoyen (Buenos Aires, 7 de marzo de 1897 - 10 de marzo de 1977) fue un diplomático, ingeniero agrónomo y botánico argentino, embajador de Argentina en Alemania Occidental (1952-1956 y 1964-1970) y en Uruguay (1948-1951).

## Familia
Fue el último hijo de Hipólito Yrigoyen, fruto de su relación con Luisa Bacichi.

## Actuación como diplomático

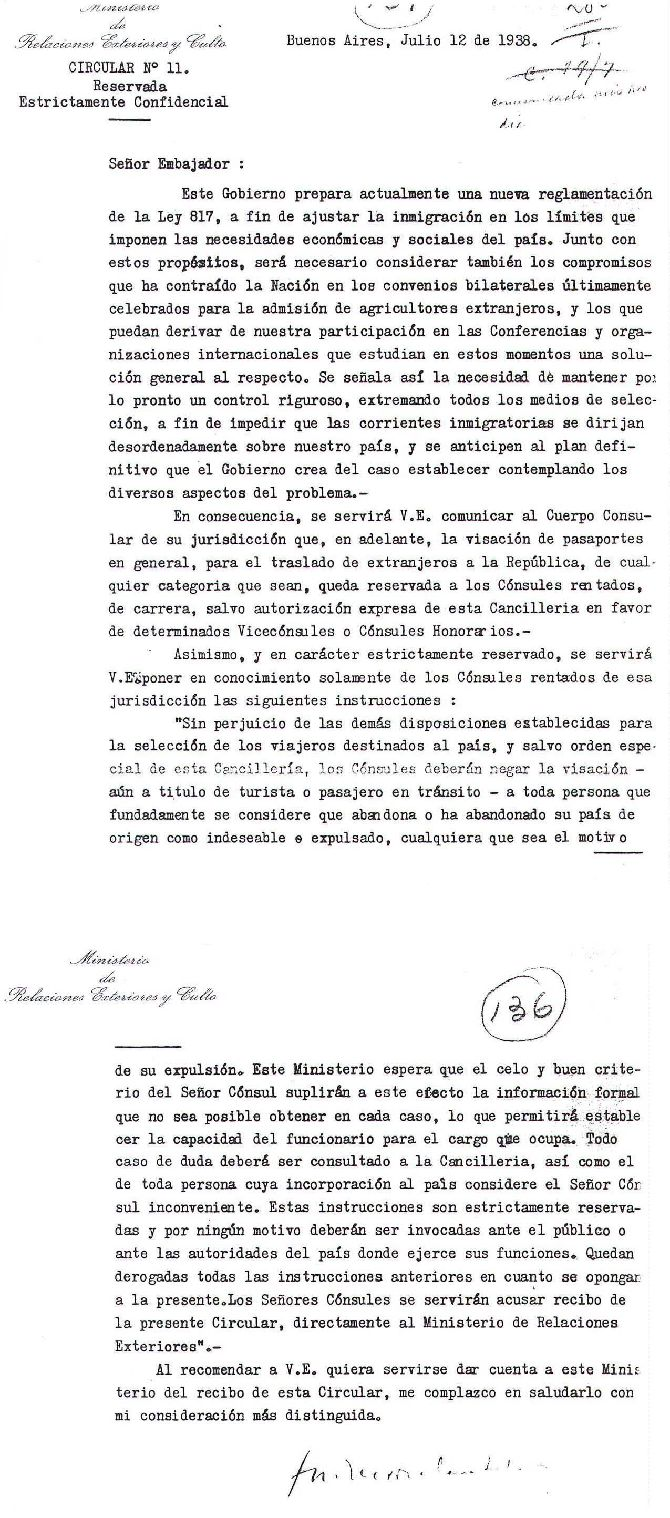
La Circular 11

El periodista argentino Uki Goñi hizo una grave acusación sobre la actuación de Irigoyen durante la Segunda Guerra Mundial.
Esta acción de Irigoyen habría estado en concordancia con la circular n.º 11 del año 1938 de la Cancillería Argentina, que intentaba frenar el ingreso en el país de perseguidos por el nazismo.
Sin embargo, Goñi parece confundir que la Circular 11 supuestamente restringía el ingreso de extranjeros judíos y no se refería a ciudadanos argentinos en el exterior. 
Estas afirmaciones de Uki Goñi son severamente cuestionadas por al menos dos historiadores. El prestigioso historiador alemán Holgar Meding ha demostrado, sobre la base de fuentes alemanas, cómo Irigoyen cumplió con su deber de funcionario de defender a los argentinos perseguidos por los nazis. Hubo casos en los que literalmente los sacó del tren en el que iban a ser deportados a Auschwitz.
Por su parte, Marcia Ras también demostró cómo intervino en amparo de Gershon Willner, deportado a Auschwitz en 1942. El amparo de Irigoyen podría haber sido el primero de una embajada extranjera acreditada en Berlín en defensa de sus ciudadanos perseguidos En el mismo artículo también se demuestra que intervino para proteger de la deportación a judíos alemanes.

## Botánico
Trabajó con Lucien Hauman en la Facultad de Agronomía y Veterinaria de la Universidad de Buenos Aires. En la cátedra de Botánica colaboró en nuevas líneas de investigación en las áreas de taxonomía botánica, fisiología vegetal, fitopatología y microbiología agrícola. Realizó numerosas publicaciones, entre ellas el catálogo de plantas fanerógamas de la Argentina.
- La abreviatura «Irigoyen» se emplea para indicar a Luis Irigoyen como autoridad en la descripción y clasificación científica de los vegetales.[7]